# 電車線・列車線
電車線（でんしゃせん）・列車線（れっしゃせん）は、日本国有鉄道（国鉄）とJR路線の複々線区間における線路区分の名称である。
- 電車線 - 主に近距離の快速や各駅停車の系統（電車）が走行する線路
- 列車線 - 主に長距離の特急や急行列車、中距離の快速・普通列車、貨物列車などの系統（列車）が走行する線路

## 経緯
かつての鉄道省や国鉄では、東京と大阪周辺の近距離列車は電化区間のみを走行していたため電車で運転されていた。それに対し、長距離の旅客列車は客車を、貨物列車は距離に関係なく貨車を用い、それぞれ蒸気機関車ないし電気機関車が牽引するかたちで運転されていた。結果として、複々線区間において各系統が走行する線路が電車線、列車線と呼称されるようになった。
現在、「電車線・列車線」という呼称は、JRにおいて、主に運行管理者の指令やダイヤ作成担当者の列車設定時など、運転業務で使用されている。JR以外の私鉄では、複々線区間は「電車線・列車線」ではなく、「緩行線・急行線」と分類する場合が多い。
旧国鉄の「通勤五方面作戦」で複々線化された総武本線と常磐線では「緩行線・快速線」と呼ばれるが、両者の運転系統は完全に分かれていて「電車線・列車線」の性格に近い。
JRでも、近年では主要路線の電化が進み、運行距離を問わず電車で運転されているため、旅客案内上はこのような区別はほとんどされない。僅かに残る例として、ATOSの案内（いわゆるかつての国電・E電区間）では、近距離電車に対しては「電車がまいります」など「電車」と案内し、それ以外では「列車」と案内している。
千葉駅では、1974年（昭和49年）に同駅に乗り入れる路線が全線電化され、1987年（昭和62年）の国鉄分割民営化後も、戦前からの「電車区間」である中央・総武緩行線専用ホームの1・2番線案内板には主要な行先の他に「（電車）」との表示が残っていた。
以下、鉄道車両としての「電車」と、列車系統（運転系統）における「電車」の違いに留意されたい。

## 運行形態
ほとんどの路線では、各駅停車が電車線、速達列車が列車線を走行する緩急分離の運行形態となっている。
ただし、電車線・列車線という区分は列車系統による分類であり、本質的には緩急分離ではない。一例を挙げると、東海道本線の列車線である東海道線と電車線である京浜東北線がある。京浜東北線には各駅停車を基準に速達種別の快速が設定されており、東海道線も普通列車を基準に快速アクティーが設定されていたが、それらの間に相関があるわけではない。新橋駅には列車線である東海道線列車が停車するが、電車線である京浜東北線快速電車は通過する。この場合、使われている車両は両線共に電車である。
これに対して緩急分離複々線の場合は、緩行線を走行する各駅停車に対し、急行線を走行する快速列車が各駅停車の速達種別として設定されている。

### 列車種別の呼称

#### 電車の「各駅停車」と列車の「普通」
運行区間の全駅に停車する列車に対して、電車線では「各駅停車（普通電車とされることもある）」、列車線では「普通（普通列車）」または「快速」と案内される。これは、電車線が原則全ての駅にホームが設置されているのに対し、列車線は一部駅のみにホームが設置されているため、事実上、快速運転となるためである。

#### 「快速“電車”」と「快速“列車”」
線区によっては、電車線でも通勤形電車を使用した「快速（電車）」が運転されている。一例として、東海道本線では電車線の京浜東北線において「快速」が設定されている。列車線の東海道本線でも、「快速アクティー」や、一部の常磐線「快速（電車）」・「普通（列車）」（「快速」と案内される）・「特別快速（列車）」が運行され、快速電車と快速列車が混在している状況である。
かつての常磐快速線や中央線快速では、「快速（電車）」より「普通（列車）」のほうが停車駅が少ないという逆転現象が見られた。さらに「普通（列車）」の上位種別として「快速（列車）」が存在していた時期があり、快速電車と快速列車が混在していた。

#### 関西地区の場合
国鉄時代には電車線に「急行」と称して、現在の「快速」に相当する速達列車が運行されていた。「急行電車」、略して「急電」と呼ばれ、急行料金を徴収する「急行列車」とは異なるサービスであった。
阪和線には特急料金不要の「特急電車」も設定されていた。
しかし、153系が急行列車に投入されるようになると、紛らわしいことから、1958年10月のダイヤ改正で阪和線や京阪神地区の「急行（電車）」が「快速（電車）」に改称された。これに伴い、京阪神地区では中距離の「普通（列車）」と近距離の「急行（電車）」が統合され、快速運転区間は「快速」、各駅に停車する区間は「普通」と案内されるようになった。
ただし、221系の登場以前には「快速」・「普通」ともに種別が表示できず行先のみを表示していた。221系以降に製造された車両では、快速運転区間は「快速」（黒地にオレンジ）、各駅停車区間は「普通」（黒地に白）と表示されている。

## 電車線と列車線で複々線を構成している路線

### 東日本旅客鉄道
東海道本線：東京駅 - 横浜駅・大船駅間
京浜東北線がこの区間の電車線である（1956年までは京浜線と呼称された）。列車線は東海道線または東海道本線と呼ばれる。東京駅 - 品川駅間では東海道本線の電車線の扱いである山手線も並走し、東京駅 - 品川駅間では東京トンネルと称される地下新線、鶴見駅 - 大船駅間は旧貨物線上を走行する横須賀線も並走しており、横浜駅 - 戸塚駅間は東海道線が速達列車、横須賀線が各駅停車となっている。東神奈川駅 - 横浜駅間の電車線には、横浜線直通電車も乗り入れる。
東北本線：東京駅 - 大宮駅間
京浜東北線がこの区間の電車線である。列車線は行先毎に上野東京ライン（東京駅から東海道本線列車線へ）・宇都宮線（大宮駅から東北本線宇都宮駅方面へ）・高崎線（大宮駅から東北本線支線である高崎線へ）・常磐線（上野駅で分岐し、日暮里駅から東北本線支線である常磐線へ）と呼ばれている。電車線は上中里駅を経由し、列車線は尾久駅を経由する。このほかに東京駅 - 田端駅間は東北本線の電車線の扱いである山手線、東京 ‐ 神田間が東北本線の電車線扱いである中央本線（中央線快速）、また先述の常磐線が上野駅 - 日暮里駅間で使用する複線も並走する。また、上野駅 ‐ 尾久駅間は上野駅の発着ホーム階ごとにそれぞれ専用の複線が存在する。また、田端駅 - 赤羽駅 - 大宮駅間は貨物線が敷設されており、王子駅 - 赤羽駅 - 大宮駅間は3複線となっている。湘南新宿ラインは貨物線上を走行する。なお、赤羽駅 ‐ 大宮駅間は浦和駅経由の先述3複線に加え、別線として武蔵浦和駅経由の電車線があり、こちらは埼京線と呼ばれている。

### 西日本旅客鉄道
東海道本線・山陽本線（琵琶湖線・JR京都線・JR神戸線）：草津駅 - 西明石駅間
草津駅 - 兵庫駅間は方向別複々線で列車線が外側、電車線が内側を走行する形態となっており、列車線を外側線、電車線を内側線と呼ぶことがある。兵庫駅 - 新長田駅間で電車線が下り方面の列車線を跨ぎ、新長田駅 - 西明石駅間では線路別複々線となる。
- 基本的に電車線は快速・普通電車（普電）が使用し、列車線（北側）は特急や貨物列車のほか新快速が使用する。
  - 草津駅 - 京都駅間では、朝ラッシュ時以外は新快速も内側線を走行している。朝夕ラッシュ時の草津線直通電車は原則として外側線を走行する。この区間の外側線ホームは使われない時間帯でも瀬田駅を除いてロープや柵などによる閉鎖は行われない。
  - 朝時間帯のみ、一部の快速電車は高槻駅 -  芦屋駅 - 兵庫駅・西明石駅間において列車線を走行するダイヤが組まれている。このうち、兵庫駅 - 西明石駅間の線路別複々線区間で列車線に乗り入れる快速電車は上り方面の運行に限られ、本来の快速電車の停車駅のうち列車線にホームのない舞子駅・垂水駅・須磨駅は例外的に通過する。方向別複々線区間で列車線を走行する快速電車が設定されている区間（高槻駅 - 兵庫駅間）においては新快速が通過し快速のみが停車する全ての駅で列車線にもホームが面している為、列車線を走行する場合でも通常の快速電車と停車駅は同一であるが、当該快速電車が運行される時間帯以外は列車線の全列車が通過となる為、これらの駅の列車線ホームには基本的にロープがかけられ当該電車の運行時間帯のみ時間帯のみロープを取り外す対応が取られている。なお、京都駅 - 高槻駅間で通過運転を行う快速電車（途中、長岡京駅のみ停車）が朝時間帯のみ設定されているが、2010年3月まで当該快速電車は同区間で列車線を走行していた為、長岡京駅においても同様の対応が取られていた。
  - JR宝塚線の列車は、JR京都線直通の普通電車は電車線を走行するが、大阪駅発着の列車はその種別に関わらず列車線を走行する為、大阪駅発着の普通列車は、列車線に面するホームがありながらも柵が設置され乗降できないようになっている塚本駅は通過する。

- 特に方向別複々線区間の大半の新快速停車駅では方向別複々線のメリットとして挙げられる対面乗り換えが可能となっている。
  - 芦屋駅では列車線の本線にホームがないが、列車線を走行する新快速は同駅が停車駅となっており2線ある電車線のホームに進入することにより対面乗り換えが担保されているほか、構造上は列車線の列車同士・電車線の電車同士の待避が可能（列車線・電車線相互の転線も可能。）であり電車線の快速電車が電車線の普通電車を追い越す場合があるが、同様に対面乗り換えとなる。
  - 京都駅・新大阪駅・大阪駅のように列車線・電車線のそれぞれに多くのホームを抱えている駅では必ずしも対面乗り換えが考慮されないが、特に新大阪駅においてはラッシュ時間帯以外は原則的に列車線の新快速が電車線のホームに入線するようになっており対面乗り換えを考慮している一方、ラッシュ時間帯は意図的に別々のホームに入線させることによりホームの混雑を分散させている（線路別複々線で挙げられるメリットと同様。）。
  - 高槻駅は先述の芦屋駅と類似の構造であるが、2016年3月よりホームがなかった列車線の本線上にホームが設置され列車線の列車は新設されたホームを使用するようになり電車線の電車との対面乗り換えが考慮されなくなっている。

- 閉塞信号機に添装されている番線表示標にも違いがあり、電車線は「電○閉」（電車線第○閉塞）・列車線は「列○閉」と書かれており、信号喚呼位置標には電車線用は白い縁取りがある（列車線は標準のものを使用）。「新快速」は「関西急電」を発祥とする「電車」であるが、並行私鉄との競争から「関西急電」時代より、貫通幌の装備や本格的二等車の連結など「列車」に準ずる装備がなされていた。方向別複々線区間での信号機は内外揃えて設置しており、左側（外側線用）は「外○閉」・右側（内側線用）は「内○閉」と書かれており、内側線用の信号喚呼位置標は、内外で閉塞信号機の番号が異なる場合のみ白い縁取りがある（なお外側線は標準）。
- 1986年（昭和61年）10月31日までは、ラッシュ時以外の「電車」はすべて電車線を走行し、「列車」が走る列車線とははっきり区別されていた。翌日のダイヤ改正で新快速は「列車線」を走るように分離され、電車線のダイヤの余裕を使って各駅停車の増発が行われた。
- 西明石駅まで複々線が延長された当初は、鷹取駅・須磨駅など列車線にホームがない駅に停車する列車に限り、機関車牽引の客車による長距離普通列車でも兵庫駅から電車線を走行する例があった。

## 特異な例
常磐線：綾瀬駅 - 取手駅間
常磐線では、線路は緩急分離だが、種別は系統分離も含むという特異な存在である。
- 常磐線は、1971年（昭和46年）に綾瀬駅 - 我孫子駅間で緩急分離複々線化を実施した（1982年〈昭和57年〉11月15日に取手駅まで延伸）が、取手駅より先、土浦・水戸方面に乗り入れる普通列車も快速線を走行して従来通り上野駅発着での運転が継続された（この当時、快速電車よりも停車駅が少なかった）。
  - これは、柿岡地磁気観測所への影響を最小限に抑える目的で、首都圏60 km圏内（日暮里駅からは約40 km強の地点）で交直切替が行われるという同線独特の事情が絡んでいる。これにより近距離電車が土浦・水戸方面に乗り入れられず、また水戸・土浦方面から都心方面まで利用する乗客が多い点などもあり、同じ緩急分離の中央本線・総武本線のように電車特定区間を境に系統を分離しにくい傾向にある。

- また、緩行線がJR線のみでは都心にアクセスできない（複々線化の際に緩行線の北千住駅 - 綾瀬駅間は営団地下鉄千代田線として建設された）ため、電車種別である「快速電車」は列車種別である中・長距離列車の「普通列車」とともに快速線を走行するという形態であり、常磐快速線では線内の輸送力の約2/5弱を中・長距離列車に依存している。後述の通り、現在は両者とも旅客案内上は「快速」と案内され、特に常盤快速線区間内のみを利用する乗客はほとんど区別せずに利用している状態にあるが、わかりやすい違いとしては使用される車両が異なり普通列車には原則的にグリーン車が連結されているという違いが挙げられる。
- 先述の通り「普通列車」（中・長距離列車）より「快速電車」のほうが停車駅が多いという矛盾による分かりにくさもあり、2004年（平成16年）には、春・秋の2段階に分けて、この矛盾を是正するための種別・停車駅の統一が行われた。
  - 3月13日に、常磐線快速と普通列車の停車駅の統一（三河島駅・南千住駅に停車）が行われた。
  - 10月16日より、土浦・水戸方面へ向かう「普通列車」は上野駅 - 取手駅間では「快速」を名乗るようになった。

- なお、北千住駅では東京メトロ千代田線と常磐線の境界の中間改札は以前からほぼ無人でフリーパスであり、2014年には完全に撤去されて常時自由に乗り換え可能となっている。地上と地下の乗換が不便であるものの、北千住駅において常磐緩行線直通の千代田線と常磐快速線を乗り換えて日暮里駅を経由する場合は常磐緩行線各駅と東京都心方面の間をJR線運賃のみで乗車することが可能ではある。